# InterSky

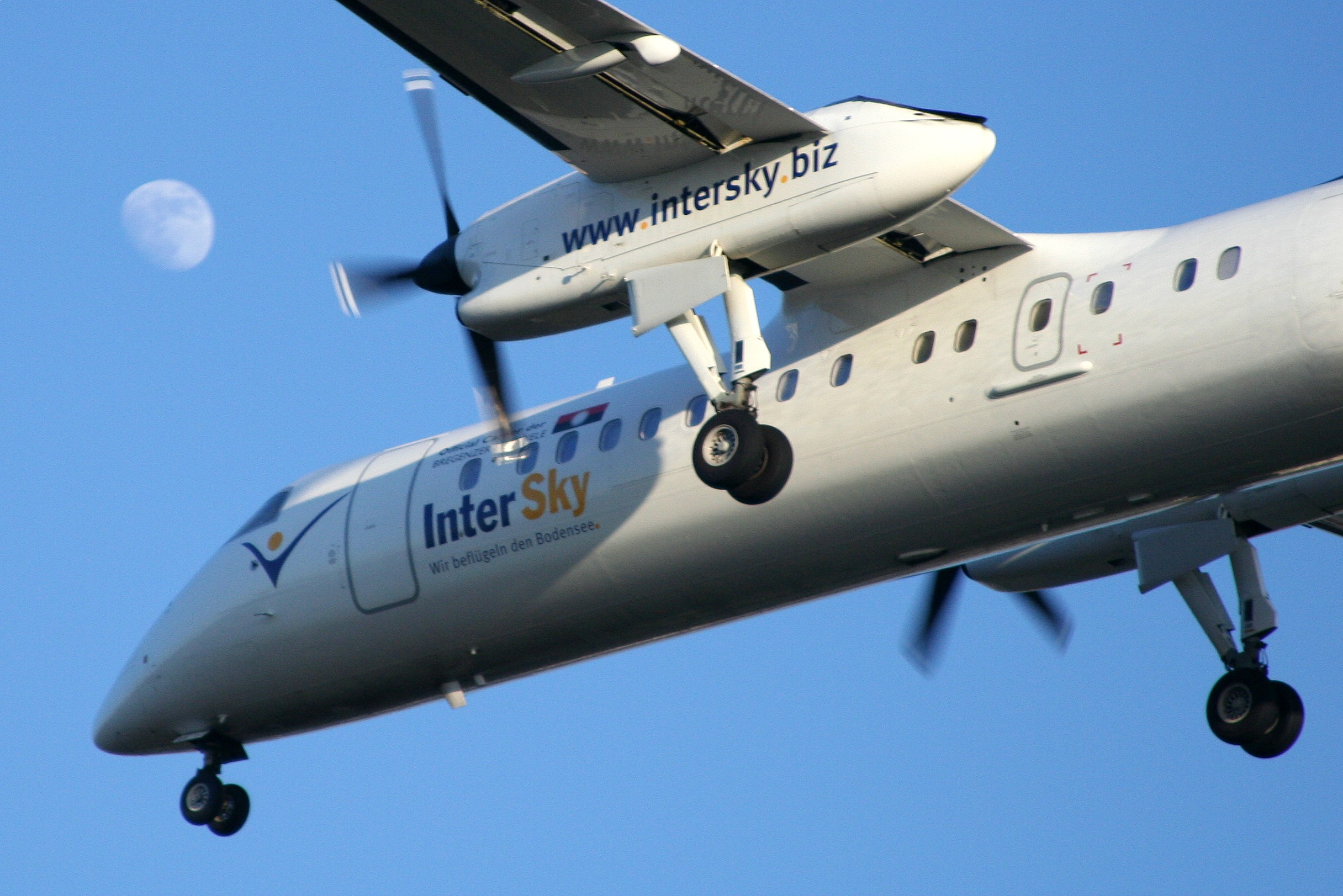

InterSky – była austriacka tania linia lotnicza z siedzibą w Bregencji, w kraju związkowym Vorarlberg. Głównym węzłem był Port lotniczy Friedrichshafen. W listopadzie 2015 roku z powodu kłopotów finansowych linia zakończyła działalność.